# Треизо
Треизо (итал. Treiso) је насеље у Италији у округу Кунео, региону Пијемонт.
Према процени из 2011. у насељу је живело 293 становника. Насеље се налази на надморској висини од 411 м.

## Становништво
Према резултатима пописа становништва 2011. у општини је живело 820 становника.
| 1931. | 1936. | 1951. | 1961. | 1971. | 1981. | 1991. | 2001. | 2011. |
| ----- | ----- | ----- | ----- | ----- | ----- | ----- | ----- | ----- |
| 1.084 | 1.090 | 921   | 761   | 707   | 701   | 709   | 763   | 820   |